# Занепад культури Кукутень-Трипілля

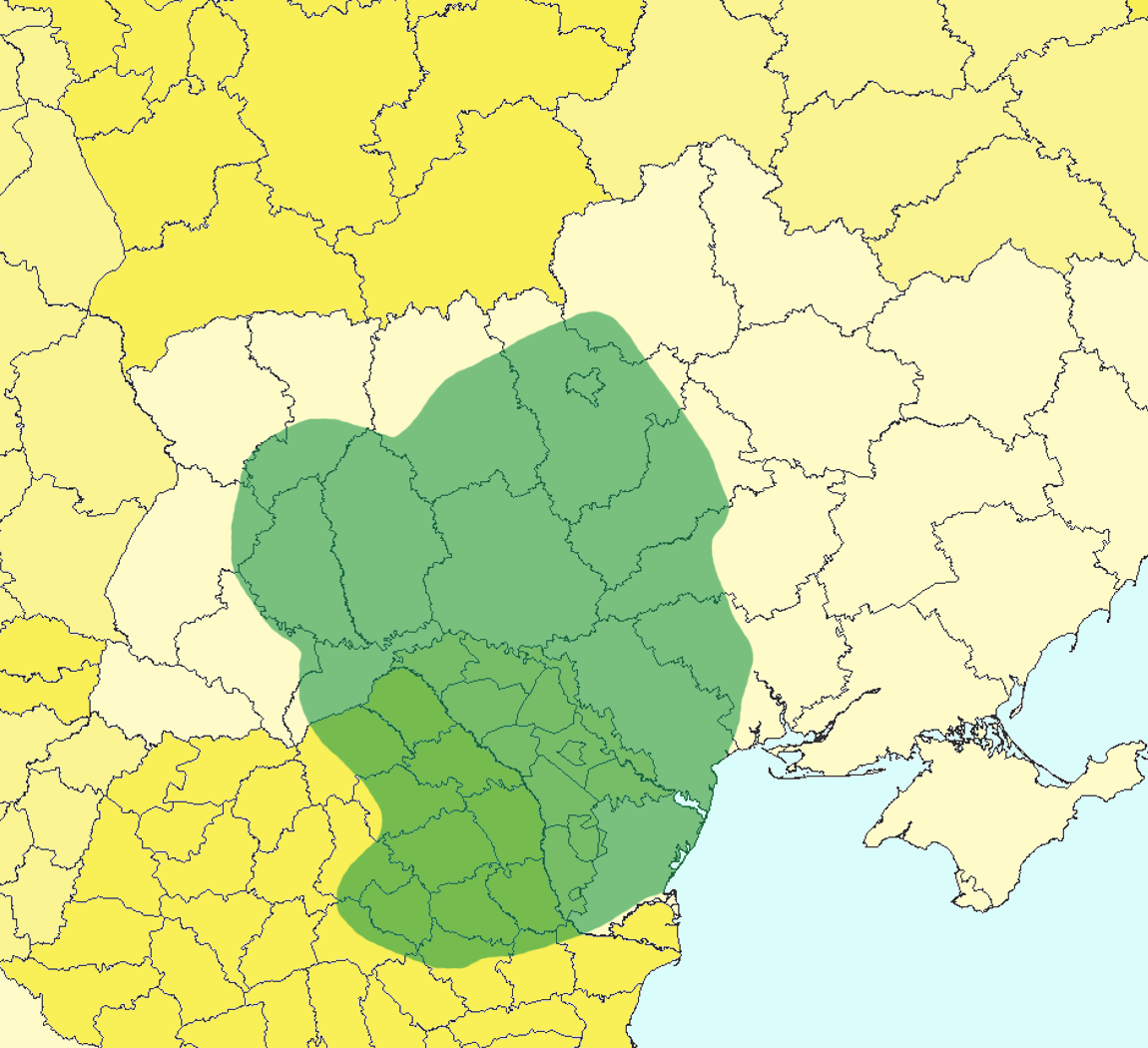
Карта орієнтовного максимального поширення кукутень-трипільської культури (всі періоди)

Частково через те, що це відбулося до того, як почалися писемні пам’ятки цього регіону, протягом багатьох років було представлено низку теорій, щоб заповнити прогалину в знаннях про те, як і чому зникла Кукутень-Трипільська культура. Ці теорії включають вторгнення різних груп людей, поступову культурну зміну в міру того, як більш розвинені суспільства оселялися в цьому регіоні, а також екологічний колапс.

## Кінець Мідної доби
У ширшій перспективі кінець Кукутень-Трипільської культури позначив межу між мідним і бронзовим періодами. Мідний вік, також відомий як енеоліт або халколіт, тривав у Європі приблизно з 3500 до 1700 років до нашої ери. Однак він закінчився для цієї культури між 3000-2750 роками до нашої ери. Немає точного часу, коли це сталося, оскільки це відбувалося протягом багатьох років, оскільки спочатку одна область, а потім інша інтегрувалася в нову цивілізацію бронзового віку. Оскільки кукутень-трипільське суспільство було майже повністю егалітарним (без правлячої еліти), не відбулося різкої зміни влади в усьому регіоні, як це відбувається, коли сучасні нації вступають у війну і зазнають поразки. Поселення Кукутень-Трипілля існували незалежно одне від одного, тому кожне з них пережило свою окрему долю, коли кінець їхньої культури накрив їх, що робить перехід до бронзового віку складним і поступовим процесом, а не результатом однієї події.
Хоча в цей час у Східній Європі існувало багато інших неолітичних та енеолітичних культур, Кукутень-Трипілля, ймовірно, була найбільш розвиненою та впливовою завдяки своїм великим поселенням, високорозвиненому керамічному мистецтву та місцезнаходженню. Ця культура була розташована на природному "шляху" між Центральною Азією та Європою, що, можливо, безпосередньо вплинуло на її занепад, оскільки інші культури зі сходу просувалися в цей регіон через трав'янисті рівнини, що лежать на північ і північний захід від Чорного моря. Оскільки Кукутень-Трипільська культура була доволі міцною, вона продовжувала поширюватися на нові регіони, оскільки нові поселення будувалися для розміщення зростаючого населення. Особливо це було помітно в останній період її існування, коли кукутені-трипільські поселення почали з'являтися по всій незаселеній території сучасної Західної України.

## Староєвропейська культура і Курганна гіпотеза
У 1950-х роках, в результаті культурного відродження, який був частиною Хрущовської відлиги, що відбулася після смерті Йосипа Сталіна в 1953 році, Радянський Союз профінансував масштабну програму археологічних розкопок, яка включала пам’ятки Кукутень-Трипілля, розташовані в нині незалежних державах України та Молдови. Коли радянські вчені почали публікувати свої висновки та аналіз цих розкопок, серед деяких членів міжнародної академічної спільноти почала з’являтися нова модель, яка, серед іншого, змінила уявлення науковців про те, як закінчилася Кукутень-Трипільська культура. Ця нова модель надихнула створення двох теорій, які стали відомі як Староєвропейська культура та Курганна гіпотеза. Деякі з найвідоміших людей, які допомогли сформулювати та підтримати ці теорії, були:
- Марія Ґімбутас (23 січня 1921 – 2 лютого 1994): литовський археолог і автор книги 1956 року «Переісторія східної Європи».[3] Ґімбутас ввела фразу Староєвропейська культура для опису корінних європейських народів доби неоліту. За словами Ґімбутас, ці люди були миролюбними і орієнтованими на матріархальні вірування з матріархною системою. Потім вона припустила, що протоіндоєвропейці бронзового віку (з курганської культури), які, як вона стверджувала, були патріархальними (андрократичними) і войовничими, вторглися в південно-східну Європу зі східних степів і принесли руйнування в колись мирні європейські суспільства.
- Джозеф Кемпбелл (26 березня 1904 – 31 жовтня 1987): американський порівняльний міфолог і автор книги 1959 року «Маски Бога».[4] Кемпбелл і Ґімбутас працювали разом над формулюванням цих теорій; обидві їхні особисті колекції книг і документів сьогодні зберігаються в Бібліотеці Джозефа Кемпбелла та Марії Ґімбутас  у кампусі Ламберта в Карпінтерії, штат Каліфорнія, як частина Архівів і дослідницького центру OPUS Pacifica Graduate Institute.
- Луїджі Лука Каваллі-Сфорца (25 січня 1922 – 31 серпня 2018): італійський популяційний генетик і автор статті «Аналіз еволюції людини»[5] Каваллі-Сфорца використовував різні групи крові людини як засіб для створення моделі людського расового розпорошення та історичні моделі міграції через застосування генетики. Він намагався (серед іншого) обґрунтувати твердження Ґімбутас про індоєвропейське завоювання корінних неолітичних європейських народів, порівнюючи групи крові сучасних європейців. Хоча робота Каваллі-Сфорца була надзвичайно суперечливою, вона, безсумнівно, була новаторською та справді інноваційною та заклала основу для наступних наукових досліджень генетичних гаплогруп людини.
- Покоління лінгвістів-індоєвропеїстів, які в 1950-х роках почали відновлювати відчуття історичної глибини протоіндоєвропейської мови, пов’язуючи це з теоріями Ґімбутас про індоєвропейське завоювання, щоб пояснити, як ця сім’я мов була розпорошена по Європі.

Щоб проілюструвати ці дві теорії, у таблиці нижче порівнюються культура Кукутень-Трипілля, яку Ґімбутас включила до числа культур давньоєвропейської культури, Ямна культура, яка була культурою, яку Ґімбутас припускала найбільш імовірним кандидатом на те, щоб бути протоіндоєвропейською групою, яка була активною в першій хвилі курганних завоювань староєвропейських культур. Отже, ось основні деталі про ці дві культури, згідно з Ґімбутас:
| Порівняння              | Кукутень-Трипільська культура | Ямна культура |
| ----------------------- | --- | --- |
| Початок                 | Змішування Боянської культури з деякими слідами культури Хаманджія (обидві походять з Анатолії) та нотної культури (також відомої як культура лінійно-стрічкової кераміки або «LBK») з північного Підкарпатського регіону південно-східної Польщі та західна Україна; усі вони були неолітичними та неіндоєвропейськими.  | Амальгама енеолітичних протоіндоєвропейських племен із південного регіону великого причерноморського степу, переважно вздовж долин річок, включаючи (із заходу на схід) Дністер, Буг, Дніпро, Донець, Дон, Західний Манич, і середньої Волги .                                                                         |
| Аграрна модель          | Осіле натуральне сільське господарство. | Скотарське кочівництво |
| Соціальне розшарування  | Егалітарне ацефальне суспільство. | Племінна вождівська влада з рівнями соціальної ієрархії. |
| Економічна модель       | Узагальнена взаємність або економіка подарунків. | Традиційна економіка з торговим бартером. |
| Розподіл праці          | Професійної спеціалізації не було, кожне домогосподарство виробляло всі необхідні товари та послуги самостійно. | Багато спеціалізованих професій, зокрема священики, воїни, цілителі, ковалі, торговці, скотарі та раби. |
| Технологічна складність | Краща робота в агротехніці, а також у кераміці порівняно з Ямною. На стоянках Ямної знайдено кукутень-трипільську кераміку. | Вищий рівень металообробки міді, ніж у Кукутень-Трипіллі за часів енеоліту. Пізніше Ямна працювала з латунню, і деякі з їхніх латунних артефактів були знайдені на пам'ятках Кукутень-Трипілля. Ямна також використовували свійських коней для пересування, яких, найімовірніше, не було в культурі Кукутень-Трипілля. |
| Мілітаризація           | Майже не знайдено артефактів, які були б призначені для захисту від ворога-людини. Не було знайдено жодного скелета, який би вказував на те, що людина була вбита за допомогою зброї. Лише наприкінці своєї культури вони почали будувати стіни та рови навколо своїх поселень, проте досі не було знайдено жодної зброї. | Ямна культура вдосконалюваля військову зброю, їзду верхи на одомашнених конях і, ймовірно, регулярно здійснювала набіги на інші народи. У їхніх могилах знайдено багато зброї. Крім того, вони також побудували фортеці на вершинах пагорбів, подібні до середньовічної конструкції Мотт-енд-Бейлі.                    |
| Релігія                 | Археологічні дані свідчать про поклоніння жіночій богині родючості. Існують також докази того, що вони використовували глиняні фетиші в різних ритуальних цілях, від родючості до знаків для захисту від злих духів або людських ворогів.                                                                                 | Є свідчення, що вони, ймовірно, брали участь у ритуальних людських жертвоприношеннях захоплених ворогів. Вони поклонялися войовничому чоловічому божеству. |
| Торгова мережа          | Дуже примітивна торговельна мережа, що включала лише кілька товарів, найважливішим з яких була сіль. Жодних вказівок на торговців чи купців як на професію. Деякі свідчення вказують на можливе використання бартерних жетонів як ранньої форми обміну.                                                                   | Розгалужена торговельна мережа, що охоплює великий регіон від Центральної та Південно-Східної Європи до сучасного Казахстану та Росії, включає багато торгових товарів та вказує на клас купців і торговців. |
| Контакти між культурами | Починаючи приблизно з 4500 року до н.е., кукутень-трипільські поселення почали з'являтися на заході України, де вони зіткнулися з племенами Ямної культури. Деякі вчені вважають, що це частково стало причиною створення дуже великих поселень у цьому регіоні, щоб допомогти в обороні від набігів Ямної культури       | Починаючи приблизно з 4500 р. до н.е., Ямна культура почала засновувати поселення аж на захід до Трансільванії, які існували пліч-о-пліч із поселеннями Кукутень-Трипілля. |

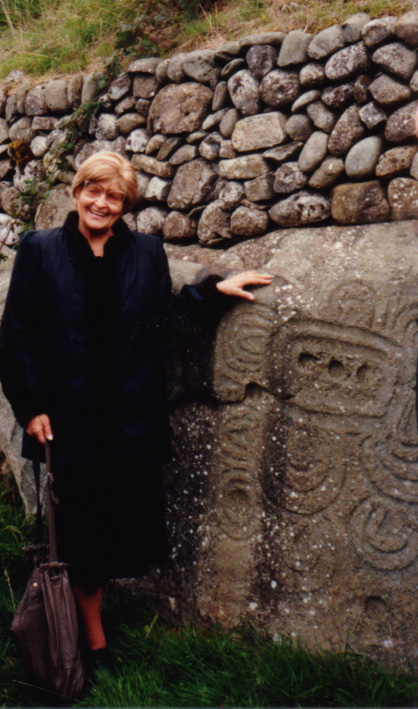
Марія Ґімбутас

Ґімбутас вважала, що розширення курганної культури відбувалося як серія ворожих військових завоювань. Ґімбутас написала:
Процес індоєвропеїзації був культурною, а не фізичною трансформацією. Його слід розуміти як військову перемогу з точки зору успішного нав'язування корінному населенню нової адміністративної системи, мови та релігії. 
Ґімбутас звертає увагу на те, що зникнення Кукутень-Трипільської культури збіглося з 3-ю хвилею курганної експансії, бл. 3000-2800 рр. до н.е., під час якої кургани масово просунулися на територію сучасної Румунії, Болгарії та східної Угорщини. Це збігається з археологічними даними, які показують, що поселення Кукутені-Трипілля (деякі з яких були найбільшими у світі на той час) були покинуті до 2750 р. до н.е., що ознаменувало кінець культури.
Разом Курганна гіпотеза і теорії Староєвропейської культури представили переконливу історію, яка прямо суперечила поширеному образу доісторичних культур (особливо культур, що існували за межами традиційної "колиски цивілізації" в Родючому півмісяці) як "примітивних", диких, напівголодних дикунів. Ці теорії отримали більш повний розвиток під час культурних потрясінь 1960-х років і були сприйняті з величезною підтримкою багатьма людьми, особливо багатьма молодими студентами коледжів, які мали змогу ознайомитися з цими теоріями. Крім того, теорії отримали велике визнання прихильників антивоєнного руху за мир у США і феміністичного руху, що зароджувався, які вбачали в цих стародавніх неолітичних культурах модель того, як людське суспільство може існувати без війни, і як до жінок можна ставитися з рівним статусом з чоловіками. Більше того, інший образ войовничих, патріархальних індоєвропейських загарбників, які принесли смерть і руйнування мирному, егалітарному народові, також резонував з членами цих рухів у той час, коли США були втягнуті в непопулярну війну у В'єтнамі. Ці теорії настільки сильно вплинули на деяких людей, що стали основою для створення неоязичницького релігійного руху, який досі з великою повагою ставиться до праць Ґімбутас і Кемпбелла.
Протягом кількох наступних десятиліть Курганна гіпотеза була домінуючою теорією щодо завершення Кукутень-Трипільської культури (серед інших споріднених тем цього періоду). Хоча сьогодні є багато тих, хто заперечує Курганну гіпотезу, вона все ще залишається критично важливою теорією, з якою повинен зіткнутися кожен, хто цікавиться цим історичним періодом. Основні елементи теорії все ще пропонують суттєві ідеї для студентів історії, незалежно від того, наскільки сильно вони зрештою погоджуються з її висновками.

## Теорія поступової асиміляції
У 1989 році ірландсько-американський індоєвропеїст Дж. П. Меллорі опублікував свою працю «У пошуках індоєвропейців», в якій наводив дуже схожі з Гімбутасом аргументи, хоча й набагато менші. Вони були представлені як контраргументи проти Курганської гіпотези, що розуміється у значно вужчому сенсі, ніж Гімбутас. У своїй роботі Меллорі наводить докази на підтримку твердження, яке вже зустрічається у Ґімбутас  (наприклад, стор. 357; на сторінці 362 розділ називається «Співіснування курганських скотарів і кукутеньських землеробів»), що курганна культура існувала пліч-о-пліч з культурою Кукутень-Трипілля протягом близько двох тисяч років. Він, як і Ґімбутас , демонструє, що курганні поселення існували так далеко на захід від регіону Кукутень-Трипілля, як Трансильванія, і стверджує, що ці дві культури могли змішуватися:
Етнографічні дані свідчать про дуже рухливу межу між мобільними та осілими спільнотами, і цілком імовірно, що деякі скотарі могли осісти назавжди, тоді як трипільці могли інтегруватися в більш мобільні степові спільноти. Археологічні дані, безперечно, свідчать про створення гібридних спільнот. До середини IV тисячоліття до н.е. ми спостерігаємо трансформацію пізньотрипільських груп у нові культурні утворення. Мабуть, найвідомішою з них є Усатівська культура, яка займала територію від нижнього Дністра до гирла Дунаю... У деяких аспектах культура зберігає традиційні трипільські стилі розпису посуду та фігурок. Але, крім того, з'являється... значна серія кинджалів, а також сокири, шила і персні, в тому числі персні зі срібла, металу, який ми приписуємо протоіндоєвропейцям. 
Таким чином, Усатівська культура (яка існувала з 3500 до 3000 р. до н.е.) надає дуже вагомі докази на підтримку твердженнь Ґімбутас та Меллорі про поступову трансформацію від Кукутень-Трипілля до різних курганних культур, таких як Ямна або Усатове.
Ці племена Курганної культури та інші, як і германські племена, що вторглися на римську територію набагато пізніше, були - як зазначає Меллорі - різними в деяких аспектах і вимірах своїх базових культурних гештальтів. Курганні племена - як емпірично описує Ґімбутас, див. вище - поділяли базові культурні риси, такі як верхова їзда, авторитарна філософія, ієрархічна, патерналістська соціальна структура, включаючи патрілінійність, елітні архітектурні споруди, нижчий соціальний статус у жінок і дітей, релігія бога сонця замість розуміння природи як базового фундаментального гештальту, війна, особливо з використанням коней, що вимагало однакового набору зброї, адаптованого з часом, щоб залишатися попереду у військовій ефективності порівняно зі своїми супротивниками: спис, сокира, довгий ніж, лук і стріли.

## Екологічний колапс

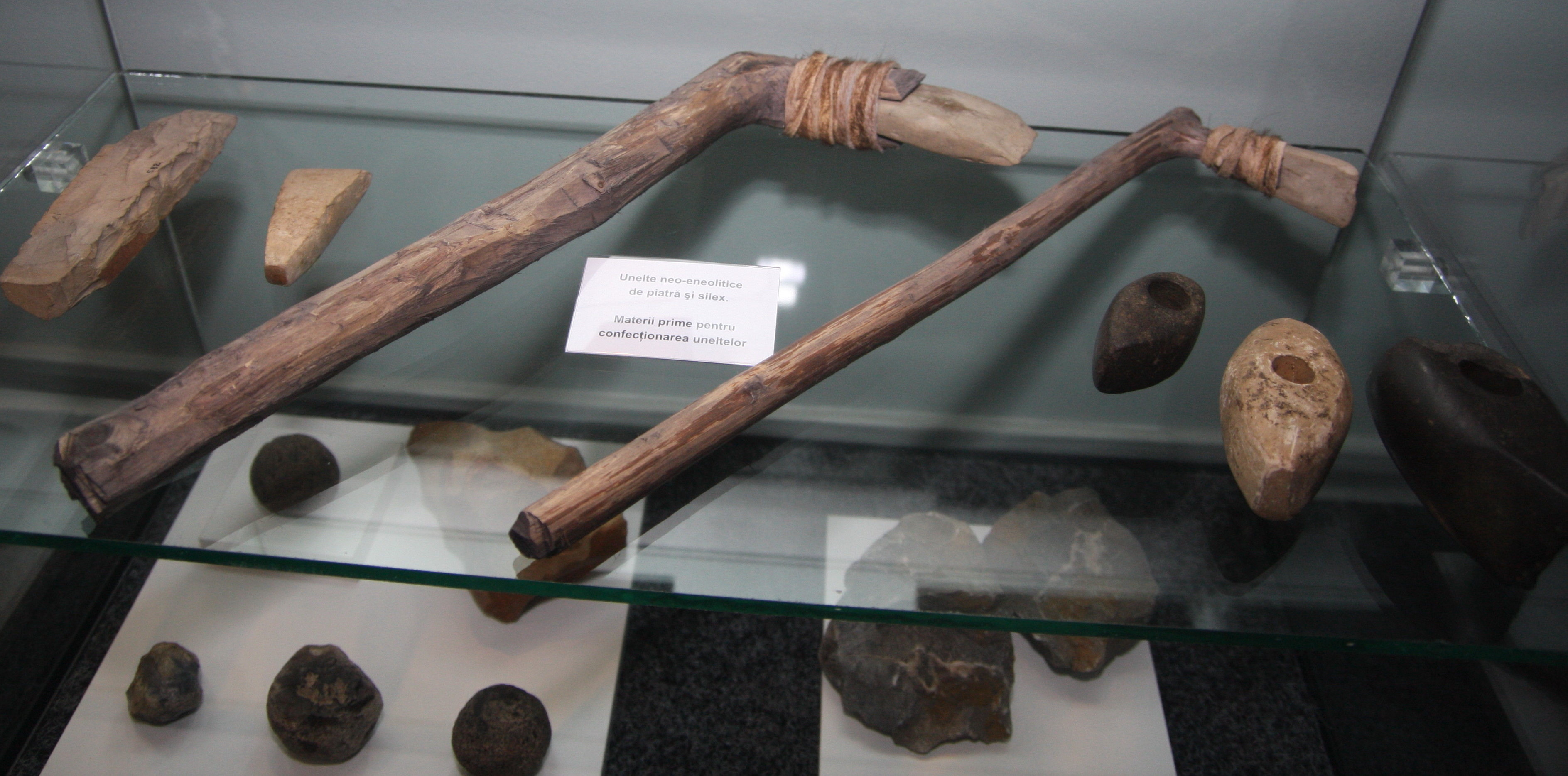
Кам'яна сокира

Раптове зникнення гігантських кукутень-трипільських поселень розглядається як перехід від екстенсивного землеробства та змішаної економіки до економіки, яка приділяє більше уваги випасу худоби, особливо великої рогатої худоби. Хоча це чітко збігалося з теорією Ґімбутас про повне культурне завоювання курганною культурою, яка була скотарською, над Кукутені-Трипіллям, яка була землеробською, може бути інше пояснення цього, яке ґрунтується на тому, що сталося з кліматом і середовищем на шляху до завершення існування кукутень-трипільської культури.
Починаючи з 1975 р. з В. Даниленка та М. Шмаглія вчені почали писати про енеоліт як час «порушення рівноваги між суспільством і навколишнім середовищем».  Екологічне погіршення почало наростати після того, як тисячоліття землеробства та вирубки лісів взяли своє, перетворивши те, що колись було землею, яка була рясною та родючим ґрунтом, у відносну пустелю переробленого ґрунту, схожу на пилові казани американських Великих рівнин у 1930-ті роки.
Іншим важливим фактором було те, що пізній період Кукутені-Трипільської культури став свідком дуже драматичної зміни світового клімату. Протягом усього періоду існування цієї культури Земля переживала те, що палеокліматологи називають голоценовим кліматичним оптимумом, який тривав з 7000 до 3200 року до нашої ери. У цей час на землі було одночасно тепліше і вологіше, ніж будь-коли з кінця останнього льодовикового періоду, що робило умови оптимальними для вирощування сільськогосподарських культур.
Однак, починаючи приблизно з 3200 року до н.е., клімат Землі почав ставати значно посушливішим і прохолоднішим. Це призвело до суббореальної фази, яка спричинила найгіршу і найтривалішу посуху в Європі з кінця останнього льодовикового періоду. Це також був момент, коли регіон на півночі Африки, який був країною лісів і трав'янистих рівнин, перетворився на найбільшу пустелю в світі - Сахару. Це, мало величезний вплив на Кукутень-Трипільську культуру, яка повністю покладалася на натуральне господарство, щоб прогодувати величезне населення у своїх величезних поселеннях. Без ресурсів, щоб прогодувати своїх людей, ця культура напевно б занепала, і серед науковців існує багато припущень, що якщо це і не був найвагоміший фактор занепаду цієї культури, то він відіграв абсолютно вирішальну роль у його спричиненні.

За даними Американського географічного союзу:
«Перехід до сучасного посушливого клімату не був поступовим, а відбувався у два конкретні етапи. Перший, менш суворий, стався між 6 700 і 5 500 роками тому. Другий, більш жорстокий, тривав від 4 000 до 3 600 років тому. Згідно з даними радіовуглецевого аналізу, літні температури різко зросли, а кількість опадів зменшилася. Ця подія спустошила стародавні цивілізації та їхні соціально-економічні системи». 

## Зовнішні посилання
- Gimbutas, Marija (1982). Old Europe in the Fifth Millenium B.C.: The European Situation on the Arrival of Indo-Europeans. У Polomé, Edgar C. (ред.). The Indo-Europeans in the Fourth and Third Millennia. Ann Arbor: Karoma Publishers. ISBN 0-89720-041-1.
- Культура Кукутені Сторінка Міністерства культури Франції про культуру Кукутені (англійською).
- Культура Кукутені Сторінка Румунського дакійського музею про культуру Кукутені (англійською).